# شكير نصر الدين
شكير نصر الدين ناقد أدبي و مترجم من المغرب. ولد سنة 1966، يهدف مشروعه الترجمي إلى إغناء الحقل الثقافي في مجال النقد والترجمة والعلوم الإنسانية.
تأتي أعماله في سياق النهضة الترجمية التي شهدها المغرب في الثمانينيات، وبالخصوص المجال الأكاديمي الجامعي الدي كان بحاجة إلى الدفع بالنقد نحو آفاق جديدة، متأثّراً من تطوّرات العلوم الإنسانيّة، في تجلياتها الشكلانية والبنيوية. اهتم شكير نصر الدين بأعمال المفكر الروسي الكبير ميخائيل باختين واشتغل على أعماله لما يقارب الثلاثة عقود. واعتبر الكاتب أن الترجمات أثمرت في مجال الرواية والقصة، بما أن النقد الأدبي المغربي اصبح يتبوء مكانة رائدة في الدرس النقدي العربي.

## من مؤلفاته
- أبحاث نقدية في الرواية والقصة والشعر، دار النشر : دال للنشر والتوزيع، 2015

## من ترجماته

### ترجمات في النقد
- جمالية الإبداع اللفظي، ميخائيل باختين، دار دال للنشر والفنون، سوريا،2011.
- القراءة، فانسون جوف، ترجمة مشتركة بمعية الدكتور محمد أيت لعميم، المغرب، 2013،
- النقد الأدبي، جيروم روجي ، دار التكوين، 2013.
- أعمال فرانسوا رابليه والثقافة الشعبية في العصر الوسيط وإبان عصر النهضة، ميخائيل باختين، منشورات الجمل 2015
- الفرويدية، ميخائيل باختين، رؤية للنشر والتوزيع، 2015 [7]

### ترجمات في الرواية
- أليس في بلاد العجائب، لويس كارول، المركز الثقافي العربي، 2012.
- فتاة من ورق، غيوم ميسو، المركز الثقافي العربي، 2012.
- صمت الآلهة، جلبير سينويه، منشورات الجمل، 2015
- الأيادي الموهوبة، المركز الثقافي العربي، 2015
- الملكة المصلوبة، جلبير سينويه، منشورات الجمل، 2016
- استسلام، ميشيل ويلبيك، منشورات الجمل، 2017
- فلنصرع الفقراء، شيمونا سينها، منشورات الجمل، 2019
- ابن رشد أو كاتب الشيطان، جلبير سينويه، منشورات الجمل، 2020 [8]
- جيرمينال، إيميل زولا [9]، كلمات للنشر والتوزيع، 2021
- ليالي القاهرة، جلبير سينويه، منشورات الجمل، 2022 [10]

## الجوائز
- جائزة القراء الشباب للكتاب المغربي من تنظيم شبكة القراءة بالمغرب.[11]